# Pygoleptura carbonata
Pygoleptura carbonata là một loài bọ cánh cứng trong họ Cerambycidae.